# 椎原政佐
椎原 政佐（しいはら まさ、? - 嘉永5年11月29日（1853年1月8日））は、薩摩藩士・西郷吉兵衛の妻。名は政、満佐とも。西郷隆盛・従道兄弟の母。

## 略歴
父は薩摩藩士椎原国紀。弟に椎原国蕃、椎原国幹がいる。良妻として知られていたようで、夫吉兵衛が死の床に伏せていた時、自身も病床にあったのにもかかわらずに献身したと伝わっている。
子は維新の英傑として知られる隆盛をはじめ、長女琴、次男吉次郎、次女鷹、三女安、三男従道、四男小兵衛を生んでいる。
戒名は円真霜鏡大姉。

## 登場作品
テレビドラマ
- 『翔ぶが如く』（1990年、NHK大河ドラマ　演:冨士真奈美）
- 『西郷どん』（2018年、NHK大河ドラマ、演：松坂慶子）